# Yi Yi – A One and a Two
Yi Yi – A One and a Two (Originaltitel chinesisch 一一, Pinyin Yī yī), auch unter dem Verweistitel Eine Eins und eine Zwei bekannt, ist ein taiwanesischer Film aus dem Jahr 2000. Regie führte Edward Yang, der auch das Drehbuch schrieb. Es handelt sich um seinen letzten vollendeten Film vor seinem Tod im Jahr 2007.

## Handlung
Yi Yi ist ein fast dreistündiger Film über das Leben der Mittelstandsfamilie Jian in Taipeh (Taiwan). Er beginnt mit einer Hochzeitsfeier und endet mit einem Begräbnis. Dazwischen wird das Familienleben aus drei unterschiedlichen Perspektiven dargestellt: aus der des Vaters N.J., der des jüngsten Sohns Yang-Yang, und der der Tochter Ting-Ting. Der Vater ist mit seiner Arbeit und dem Wunsch seiner Geschäftspartner, einen Vertrag mit einer weithin bekannten japanischen Videospielfirma abzuschließen, unzufrieden. Sein jüngster Sohn ist an der Schule ein Außenseiter, und seine Tochter steckt in den Problemen einer Dreiecksbeziehung. Dazu kommt noch, dass alle drei sich um die Pflege von N.J.s Schwiegermutter, die im Koma liegt, kümmern müssen, da sich N.J.s Ehefrau aufgrund einer Midlife-Krise aus der Familie zurückgezogen hat.

## Rezeption
Yi Yi erhielt ein sehr gutes Presseecho, was sich auch in den Auswertungen US-amerikanischer Aggregatoren widerspiegelt. So erfasst Rotten Tomatoes fast ausschließlich wohlwollende Besprechungen und ordnet den Film dementsprechend als „Zertifiziert Frisch“ ein. Metacritic ermittelt aus den vorliegenden Bewertungen „Allgemeines Kritikerlob“.

„Feinsinnig entwickeltes Familien- und Zeitporträt, das den Alltagskatastrophen mit großer Gelassenheit gegenübertritt und seine vielen Akteure aus einer wohltuenden Distanz bei ihren Versuchen betrachtet, mit den Glücks- und Unglücksfällen ihres Daseins fertig zu werden. Sowohl formal als auch inhaltlich brillant entwickelt und meisterlich inszeniert.“

2016 belegte Yi Yi bei einer Umfrage der BBC zu den 100 bedeutendsten Filmen des 21. Jahrhunderts den achten Platz.

## Auszeichnungen
Der Film wurde bei den Internationalen Filmfestspielen von Cannes 2000 mit dem Preis für die beste Regie ausgezeichnet und für die Goldene Palme nominiert. Auf dem Festival International de Films de Fribourg erhielt er den Hauptpreis, auf dem Internationalen Filmfestival Karlovy Vary den Netpac-Preis und auf dem Sarajevo Film Festival 2000 den Jurypreis der Sektion Panorama.
Bei der Verleihung des Europäischen Filmpreises 2000 war der Film in der Kategorie Bester nicht-europäischer Film nominiert, konnte sich jedoch nicht gegen Wong Kar-Wais In the Mood for Love durchsetzen. Für den César 2001 war Yi Yi – A One and a Two als Bester ausländischer Film nominiert, musste sich aber erneut In the Mood for Love geschlagen geben. Im selben Jahr folgte die Auszeichnung des Syndicat Français de la Critique de Cinéma als Bester ausländischer Film.